# Тервел Серафимов
Тервел Димитров Серафимов е български шахматист и треньор по шахмат, международен майстор от 2008 г.

## Биография
Роден е на 11 май 1978 г. в гр. София. Живее в гр. Габрово. Завършва средно-специално образование през 1997 г., в Техникума по икономика „Рачо Стоянов“ – гр. Дряново, специалност Банково, застрахователно и осигурително дело.
През 2008 и 2009 г. медалите, купите и грамотите на Тервел Серафимов и неговия баща – Димитър Серафимов, са представени в специална изложба на Регионалния исторически музей на гр. Габрово, под надслов Шахматът – най-древната игра.

## Кариера
Тервел Серафимов започва да се занимава с шахмат от най-ранна възраст, под ръководството на баща си – Димитър Серафимов (треньор по шахмат и майстор на спорта, 1985).
През 1994 г. става кандидат-майстор на спорта по шахмат, а през 1998 – майстор на спорта.
През 1994 г. получава бронзов медал от Републиканското първенство на България по класически шах за юноши до 16 години.
През 1992, 1993 и 1995 е републикански шампион на България по шахмат за деца и юноши, с отборите на ШК Розова долина и ШК Алехин – гр. Казанлък.
През 1996 г., на 17-годишна възраст става републикански шампион на България по шахмат за младежи до 20 години и представя страната ни на Световното първенство по шахмат за юноши и девойки до 20 години в гр. Меделин, Колумбия.
През 1997 г. е вицешампион на Франция по шахмат за младежи до 20 години.
През 1998 г. е вицешампион на България по шахмат за младежи до 20 години.
През 1999 г. дебютира на Първенството по шахмат на България за мъже. Участва за втори път през 2007 г.
Тервел Серафимов защитава първите си две норми за международен майстор на Швейцарското първенство по шах за мъже (Schweizerischen Mannschaftsmeisterschaft), в турнира Sommermeister (Цюрих, Швейцария), през 2004 и 2005. Последният си бал за международен майстор покрива на 2ème Open International de Chamalieres в Клермон Феран (Франция, 28 юни – 4 юли 2008).
Понастоящем работи като треньор по шахмат в шахматна школа „Серафимови“, в Габрово.

## Победи в шахматни турнири
- 66-то Отборно първенство по шахмат на България за мъже, Чесбомб – Пловдив, 2016;[3]
- 9ème CMB Breizh Masters – Гингам, Франция, 20 – 27 февруари 2011;
- 4ème Open de Sundgau – Алткирш, Франция, 25 юли 2010;
- 12ème Open du Haut-Rhin – Горен Рейн, Франция, 25 март 2010;
- 8ème CMB Breizh Masters – Гингам, Франция, 20 февруари 2010;
- Tournoi International de Chamalières – Шамалиер, Франция, 2009;[4]
- 3ème Open International de Chamalieres – Шамалиер, Франция, 30 октомври 2009;
- 3ème Open de Sundgau – Алткирш, Франция, 11 юли 2009;
- 2ème Open de Sundgau – Алткирш, Франция, 11 юли 2008;
- 2ème Open International de Chamalieres – Шамалиер, Франция, 28 юни 2008;
- 7ème trophée ville de Reims – Реймс, Франция, 8 май 2008;
- 29th Arco di Trento – Арко, Италия, 20-28 октомври 2007;
- 5th Open Master – Кондом, Франция, 8-15 юли 2006;
- 3rd Saint Chély d'Aubrac International Open – Обрак, Франция, 13-19 юли 2003;
- 17ème Tournoi de MI de Clichy – Клиши, Франция, 2003;[5]
- 17th Clichy Masters – Клиши, Франция, 22-30 март 2003.

## Партии на Тервел Серафимов
|   | a | b | c | d | e | f | g | h |   |
| 8 | черен топ на черно поле d8 · черен цар на черно поле f8 · черна пешка на черно поле g7 · бял топ на черно поле b6 · черен офицер на бяло поле c6 · бял кон на черно поле d6 · черна пешка на черно поле a5 · бяла пешка на черно поле c5 · бяла пешка на черно поле e5 · черна пешка на черно поле g5 · черна пешка на бяло поле e4 · черна пешка на бяло поле d3 · бяла пешка на черно поле g3 · бяла пешка на бяло поле a2 · бяла пешка на черно поле f2 · бяла пешка на черно поле h2 · бял цар на черно поле e1 | черен топ на черно поле d8 · черен цар на черно поле f8 · черна пешка на черно поле g7 · бял топ на черно поле b6 · черен офицер на бяло поле c6 · бял кон на черно поле d6 · черна пешка на черно поле a5 · бяла пешка на черно поле c5 · бяла пешка на черно поле e5 · черна пешка на черно поле g5 · черна пешка на бяло поле e4 · черна пешка на бяло поле d3 · бяла пешка на черно поле g3 · бяла пешка на бяло поле a2 · бяла пешка на черно поле f2 · бяла пешка на черно поле h2 · бял цар на черно поле e1 | черен топ на черно поле d8 · черен цар на черно поле f8 · черна пешка на черно поле g7 · бял топ на черно поле b6 · черен офицер на бяло поле c6 · бял кон на черно поле d6 · черна пешка на черно поле a5 · бяла пешка на черно поле c5 · бяла пешка на черно поле e5 · черна пешка на черно поле g5 · черна пешка на бяло поле e4 · черна пешка на бяло поле d3 · бяла пешка на черно поле g3 · бяла пешка на бяло поле a2 · бяла пешка на черно поле f2 · бяла пешка на черно поле h2 · бял цар на черно поле e1 | черен топ на черно поле d8 · черен цар на черно поле f8 · черна пешка на черно поле g7 · бял топ на черно поле b6 · черен офицер на бяло поле c6 · бял кон на черно поле d6 · черна пешка на черно поле a5 · бяла пешка на черно поле c5 · бяла пешка на черно поле e5 · черна пешка на черно поле g5 · черна пешка на бяло поле e4 · черна пешка на бяло поле d3 · бяла пешка на черно поле g3 · бяла пешка на бяло поле a2 · бяла пешка на черно поле f2 · бяла пешка на черно поле h2 · бял цар на черно поле e1 | черен топ на черно поле d8 · черен цар на черно поле f8 · черна пешка на черно поле g7 · бял топ на черно поле b6 · черен офицер на бяло поле c6 · бял кон на черно поле d6 · черна пешка на черно поле a5 · бяла пешка на черно поле c5 · бяла пешка на черно поле e5 · черна пешка на черно поле g5 · черна пешка на бяло поле e4 · черна пешка на бяло поле d3 · бяла пешка на черно поле g3 · бяла пешка на бяло поле a2 · бяла пешка на черно поле f2 · бяла пешка на черно поле h2 · бял цар на черно поле e1 | черен топ на черно поле d8 · черен цар на черно поле f8 · черна пешка на черно поле g7 · бял топ на черно поле b6 · черен офицер на бяло поле c6 · бял кон на черно поле d6 · черна пешка на черно поле a5 · бяла пешка на черно поле c5 · бяла пешка на черно поле e5 · черна пешка на черно поле g5 · черна пешка на бяло поле e4 · черна пешка на бяло поле d3 · бяла пешка на черно поле g3 · бяла пешка на бяло поле a2 · бяла пешка на черно поле f2 · бяла пешка на черно поле h2 · бял цар на черно поле e1 | черен топ на черно поле d8 · черен цар на черно поле f8 · черна пешка на черно поле g7 · бял топ на черно поле b6 · черен офицер на бяло поле c6 · бял кон на черно поле d6 · черна пешка на черно поле a5 · бяла пешка на черно поле c5 · бяла пешка на черно поле e5 · черна пешка на черно поле g5 · черна пешка на бяло поле e4 · черна пешка на бяло поле d3 · бяла пешка на черно поле g3 · бяла пешка на бяло поле a2 · бяла пешка на черно поле f2 · бяла пешка на черно поле h2 · бял цар на черно поле e1 | черен топ на черно поле d8 · черен цар на черно поле f8 · черна пешка на черно поле g7 · бял топ на черно поле b6 · черен офицер на бяло поле c6 · бял кон на черно поле d6 · черна пешка на черно поле a5 · бяла пешка на черно поле c5 · бяла пешка на черно поле e5 · черна пешка на черно поле g5 · черна пешка на бяло поле e4 · черна пешка на бяло поле d3 · бяла пешка на черно поле g3 · бяла пешка на бяло поле a2 · бяла пешка на черно поле f2 · бяла пешка на черно поле h2 · бял цар на черно поле e1 | 8 |
| 7 | черен топ на черно поле d8 · черен цар на черно поле f8 · черна пешка на черно поле g7 · бял топ на черно поле b6 · черен офицер на бяло поле c6 · бял кон на черно поле d6 · черна пешка на черно поле a5 · бяла пешка на черно поле c5 · бяла пешка на черно поле e5 · черна пешка на черно поле g5 · черна пешка на бяло поле e4 · черна пешка на бяло поле d3 · бяла пешка на черно поле g3 · бяла пешка на бяло поле a2 · бяла пешка на черно поле f2 · бяла пешка на черно поле h2 · бял цар на черно поле e1 | черен топ на черно поле d8 · черен цар на черно поле f8 · черна пешка на черно поле g7 · бял топ на черно поле b6 · черен офицер на бяло поле c6 · бял кон на черно поле d6 · черна пешка на черно поле a5 · бяла пешка на черно поле c5 · бяла пешка на черно поле e5 · черна пешка на черно поле g5 · черна пешка на бяло поле e4 · черна пешка на бяло поле d3 · бяла пешка на черно поле g3 · бяла пешка на бяло поле a2 · бяла пешка на черно поле f2 · бяла пешка на черно поле h2 · бял цар на черно поле e1 | черен топ на черно поле d8 · черен цар на черно поле f8 · черна пешка на черно поле g7 · бял топ на черно поле b6 · черен офицер на бяло поле c6 · бял кон на черно поле d6 · черна пешка на черно поле a5 · бяла пешка на черно поле c5 · бяла пешка на черно поле e5 · черна пешка на черно поле g5 · черна пешка на бяло поле e4 · черна пешка на бяло поле d3 · бяла пешка на черно поле g3 · бяла пешка на бяло поле a2 · бяла пешка на черно поле f2 · бяла пешка на черно поле h2 · бял цар на черно поле e1 | черен топ на черно поле d8 · черен цар на черно поле f8 · черна пешка на черно поле g7 · бял топ на черно поле b6 · черен офицер на бяло поле c6 · бял кон на черно поле d6 · черна пешка на черно поле a5 · бяла пешка на черно поле c5 · бяла пешка на черно поле e5 · черна пешка на черно поле g5 · черна пешка на бяло поле e4 · черна пешка на бяло поле d3 · бяла пешка на черно поле g3 · бяла пешка на бяло поле a2 · бяла пешка на черно поле f2 · бяла пешка на черно поле h2 · бял цар на черно поле e1 | черен топ на черно поле d8 · черен цар на черно поле f8 · черна пешка на черно поле g7 · бял топ на черно поле b6 · черен офицер на бяло поле c6 · бял кон на черно поле d6 · черна пешка на черно поле a5 · бяла пешка на черно поле c5 · бяла пешка на черно поле e5 · черна пешка на черно поле g5 · черна пешка на бяло поле e4 · черна пешка на бяло поле d3 · бяла пешка на черно поле g3 · бяла пешка на бяло поле a2 · бяла пешка на черно поле f2 · бяла пешка на черно поле h2 · бял цар на черно поле e1 | черен топ на черно поле d8 · черен цар на черно поле f8 · черна пешка на черно поле g7 · бял топ на черно поле b6 · черен офицер на бяло поле c6 · бял кон на черно поле d6 · черна пешка на черно поле a5 · бяла пешка на черно поле c5 · бяла пешка на черно поле e5 · черна пешка на черно поле g5 · черна пешка на бяло поле e4 · черна пешка на бяло поле d3 · бяла пешка на черно поле g3 · бяла пешка на бяло поле a2 · бяла пешка на черно поле f2 · бяла пешка на черно поле h2 · бял цар на черно поле e1 | черен топ на черно поле d8 · черен цар на черно поле f8 · черна пешка на черно поле g7 · бял топ на черно поле b6 · черен офицер на бяло поле c6 · бял кон на черно поле d6 · черна пешка на черно поле a5 · бяла пешка на черно поле c5 · бяла пешка на черно поле e5 · черна пешка на черно поле g5 · черна пешка на бяло поле e4 · черна пешка на бяло поле d3 · бяла пешка на черно поле g3 · бяла пешка на бяло поле a2 · бяла пешка на черно поле f2 · бяла пешка на черно поле h2 · бял цар на черно поле e1 | черен топ на черно поле d8 · черен цар на черно поле f8 · черна пешка на черно поле g7 · бял топ на черно поле b6 · черен офицер на бяло поле c6 · бял кон на черно поле d6 · черна пешка на черно поле a5 · бяла пешка на черно поле c5 · бяла пешка на черно поле e5 · черна пешка на черно поле g5 · черна пешка на бяло поле e4 · черна пешка на бяло поле d3 · бяла пешка на черно поле g3 · бяла пешка на бяло поле a2 · бяла пешка на черно поле f2 · бяла пешка на черно поле h2 · бял цар на черно поле e1 | 7 |
| 6 | черен топ на черно поле d8 · черен цар на черно поле f8 · черна пешка на черно поле g7 · бял топ на черно поле b6 · черен офицер на бяло поле c6 · бял кон на черно поле d6 · черна пешка на черно поле a5 · бяла пешка на черно поле c5 · бяла пешка на черно поле e5 · черна пешка на черно поле g5 · черна пешка на бяло поле e4 · черна пешка на бяло поле d3 · бяла пешка на черно поле g3 · бяла пешка на бяло поле a2 · бяла пешка на черно поле f2 · бяла пешка на черно поле h2 · бял цар на черно поле e1 | черен топ на черно поле d8 · черен цар на черно поле f8 · черна пешка на черно поле g7 · бял топ на черно поле b6 · черен офицер на бяло поле c6 · бял кон на черно поле d6 · черна пешка на черно поле a5 · бяла пешка на черно поле c5 · бяла пешка на черно поле e5 · черна пешка на черно поле g5 · черна пешка на бяло поле e4 · черна пешка на бяло поле d3 · бяла пешка на черно поле g3 · бяла пешка на бяло поле a2 · бяла пешка на черно поле f2 · бяла пешка на черно поле h2 · бял цар на черно поле e1 | черен топ на черно поле d8 · черен цар на черно поле f8 · черна пешка на черно поле g7 · бял топ на черно поле b6 · черен офицер на бяло поле c6 · бял кон на черно поле d6 · черна пешка на черно поле a5 · бяла пешка на черно поле c5 · бяла пешка на черно поле e5 · черна пешка на черно поле g5 · черна пешка на бяло поле e4 · черна пешка на бяло поле d3 · бяла пешка на черно поле g3 · бяла пешка на бяло поле a2 · бяла пешка на черно поле f2 · бяла пешка на черно поле h2 · бял цар на черно поле e1 | черен топ на черно поле d8 · черен цар на черно поле f8 · черна пешка на черно поле g7 · бял топ на черно поле b6 · черен офицер на бяло поле c6 · бял кон на черно поле d6 · черна пешка на черно поле a5 · бяла пешка на черно поле c5 · бяла пешка на черно поле e5 · черна пешка на черно поле g5 · черна пешка на бяло поле e4 · черна пешка на бяло поле d3 · бяла пешка на черно поле g3 · бяла пешка на бяло поле a2 · бяла пешка на черно поле f2 · бяла пешка на черно поле h2 · бял цар на черно поле e1 | черен топ на черно поле d8 · черен цар на черно поле f8 · черна пешка на черно поле g7 · бял топ на черно поле b6 · черен офицер на бяло поле c6 · бял кон на черно поле d6 · черна пешка на черно поле a5 · бяла пешка на черно поле c5 · бяла пешка на черно поле e5 · черна пешка на черно поле g5 · черна пешка на бяло поле e4 · черна пешка на бяло поле d3 · бяла пешка на черно поле g3 · бяла пешка на бяло поле a2 · бяла пешка на черно поле f2 · бяла пешка на черно поле h2 · бял цар на черно поле e1 | черен топ на черно поле d8 · черен цар на черно поле f8 · черна пешка на черно поле g7 · бял топ на черно поле b6 · черен офицер на бяло поле c6 · бял кон на черно поле d6 · черна пешка на черно поле a5 · бяла пешка на черно поле c5 · бяла пешка на черно поле e5 · черна пешка на черно поле g5 · черна пешка на бяло поле e4 · черна пешка на бяло поле d3 · бяла пешка на черно поле g3 · бяла пешка на бяло поле a2 · бяла пешка на черно поле f2 · бяла пешка на черно поле h2 · бял цар на черно поле e1 | черен топ на черно поле d8 · черен цар на черно поле f8 · черна пешка на черно поле g7 · бял топ на черно поле b6 · черен офицер на бяло поле c6 · бял кон на черно поле d6 · черна пешка на черно поле a5 · бяла пешка на черно поле c5 · бяла пешка на черно поле e5 · черна пешка на черно поле g5 · черна пешка на бяло поле e4 · черна пешка на бяло поле d3 · бяла пешка на черно поле g3 · бяла пешка на бяло поле a2 · бяла пешка на черно поле f2 · бяла пешка на черно поле h2 · бял цар на черно поле e1 | черен топ на черно поле d8 · черен цар на черно поле f8 · черна пешка на черно поле g7 · бял топ на черно поле b6 · черен офицер на бяло поле c6 · бял кон на черно поле d6 · черна пешка на черно поле a5 · бяла пешка на черно поле c5 · бяла пешка на черно поле e5 · черна пешка на черно поле g5 · черна пешка на бяло поле e4 · черна пешка на бяло поле d3 · бяла пешка на черно поле g3 · бяла пешка на бяло поле a2 · бяла пешка на черно поле f2 · бяла пешка на черно поле h2 · бял цар на черно поле e1 | 6 |
| 5 | черен топ на черно поле d8 · черен цар на черно поле f8 · черна пешка на черно поле g7 · бял топ на черно поле b6 · черен офицер на бяло поле c6 · бял кон на черно поле d6 · черна пешка на черно поле a5 · бяла пешка на черно поле c5 · бяла пешка на черно поле e5 · черна пешка на черно поле g5 · черна пешка на бяло поле e4 · черна пешка на бяло поле d3 · бяла пешка на черно поле g3 · бяла пешка на бяло поле a2 · бяла пешка на черно поле f2 · бяла пешка на черно поле h2 · бял цар на черно поле e1 | черен топ на черно поле d8 · черен цар на черно поле f8 · черна пешка на черно поле g7 · бял топ на черно поле b6 · черен офицер на бяло поле c6 · бял кон на черно поле d6 · черна пешка на черно поле a5 · бяла пешка на черно поле c5 · бяла пешка на черно поле e5 · черна пешка на черно поле g5 · черна пешка на бяло поле e4 · черна пешка на бяло поле d3 · бяла пешка на черно поле g3 · бяла пешка на бяло поле a2 · бяла пешка на черно поле f2 · бяла пешка на черно поле h2 · бял цар на черно поле e1 | черен топ на черно поле d8 · черен цар на черно поле f8 · черна пешка на черно поле g7 · бял топ на черно поле b6 · черен офицер на бяло поле c6 · бял кон на черно поле d6 · черна пешка на черно поле a5 · бяла пешка на черно поле c5 · бяла пешка на черно поле e5 · черна пешка на черно поле g5 · черна пешка на бяло поле e4 · черна пешка на бяло поле d3 · бяла пешка на черно поле g3 · бяла пешка на бяло поле a2 · бяла пешка на черно поле f2 · бяла пешка на черно поле h2 · бял цар на черно поле e1 | черен топ на черно поле d8 · черен цар на черно поле f8 · черна пешка на черно поле g7 · бял топ на черно поле b6 · черен офицер на бяло поле c6 · бял кон на черно поле d6 · черна пешка на черно поле a5 · бяла пешка на черно поле c5 · бяла пешка на черно поле e5 · черна пешка на черно поле g5 · черна пешка на бяло поле e4 · черна пешка на бяло поле d3 · бяла пешка на черно поле g3 · бяла пешка на бяло поле a2 · бяла пешка на черно поле f2 · бяла пешка на черно поле h2 · бял цар на черно поле e1 | черен топ на черно поле d8 · черен цар на черно поле f8 · черна пешка на черно поле g7 · бял топ на черно поле b6 · черен офицер на бяло поле c6 · бял кон на черно поле d6 · черна пешка на черно поле a5 · бяла пешка на черно поле c5 · бяла пешка на черно поле e5 · черна пешка на черно поле g5 · черна пешка на бяло поле e4 · черна пешка на бяло поле d3 · бяла пешка на черно поле g3 · бяла пешка на бяло поле a2 · бяла пешка на черно поле f2 · бяла пешка на черно поле h2 · бял цар на черно поле e1 | черен топ на черно поле d8 · черен цар на черно поле f8 · черна пешка на черно поле g7 · бял топ на черно поле b6 · черен офицер на бяло поле c6 · бял кон на черно поле d6 · черна пешка на черно поле a5 · бяла пешка на черно поле c5 · бяла пешка на черно поле e5 · черна пешка на черно поле g5 · черна пешка на бяло поле e4 · черна пешка на бяло поле d3 · бяла пешка на черно поле g3 · бяла пешка на бяло поле a2 · бяла пешка на черно поле f2 · бяла пешка на черно поле h2 · бял цар на черно поле e1 | черен топ на черно поле d8 · черен цар на черно поле f8 · черна пешка на черно поле g7 · бял топ на черно поле b6 · черен офицер на бяло поле c6 · бял кон на черно поле d6 · черна пешка на черно поле a5 · бяла пешка на черно поле c5 · бяла пешка на черно поле e5 · черна пешка на черно поле g5 · черна пешка на бяло поле e4 · черна пешка на бяло поле d3 · бяла пешка на черно поле g3 · бяла пешка на бяло поле a2 · бяла пешка на черно поле f2 · бяла пешка на черно поле h2 · бял цар на черно поле e1 | черен топ на черно поле d8 · черен цар на черно поле f8 · черна пешка на черно поле g7 · бял топ на черно поле b6 · черен офицер на бяло поле c6 · бял кон на черно поле d6 · черна пешка на черно поле a5 · бяла пешка на черно поле c5 · бяла пешка на черно поле e5 · черна пешка на черно поле g5 · черна пешка на бяло поле e4 · черна пешка на бяло поле d3 · бяла пешка на черно поле g3 · бяла пешка на бяло поле a2 · бяла пешка на черно поле f2 · бяла пешка на черно поле h2 · бял цар на черно поле e1 | 5 |
| 4 | черен топ на черно поле d8 · черен цар на черно поле f8 · черна пешка на черно поле g7 · бял топ на черно поле b6 · черен офицер на бяло поле c6 · бял кон на черно поле d6 · черна пешка на черно поле a5 · бяла пешка на черно поле c5 · бяла пешка на черно поле e5 · черна пешка на черно поле g5 · черна пешка на бяло поле e4 · черна пешка на бяло поле d3 · бяла пешка на черно поле g3 · бяла пешка на бяло поле a2 · бяла пешка на черно поле f2 · бяла пешка на черно поле h2 · бял цар на черно поле e1 | черен топ на черно поле d8 · черен цар на черно поле f8 · черна пешка на черно поле g7 · бял топ на черно поле b6 · черен офицер на бяло поле c6 · бял кон на черно поле d6 · черна пешка на черно поле a5 · бяла пешка на черно поле c5 · бяла пешка на черно поле e5 · черна пешка на черно поле g5 · черна пешка на бяло поле e4 · черна пешка на бяло поле d3 · бяла пешка на черно поле g3 · бяла пешка на бяло поле a2 · бяла пешка на черно поле f2 · бяла пешка на черно поле h2 · бял цар на черно поле e1 | черен топ на черно поле d8 · черен цар на черно поле f8 · черна пешка на черно поле g7 · бял топ на черно поле b6 · черен офицер на бяло поле c6 · бял кон на черно поле d6 · черна пешка на черно поле a5 · бяла пешка на черно поле c5 · бяла пешка на черно поле e5 · черна пешка на черно поле g5 · черна пешка на бяло поле e4 · черна пешка на бяло поле d3 · бяла пешка на черно поле g3 · бяла пешка на бяло поле a2 · бяла пешка на черно поле f2 · бяла пешка на черно поле h2 · бял цар на черно поле e1 | черен топ на черно поле d8 · черен цар на черно поле f8 · черна пешка на черно поле g7 · бял топ на черно поле b6 · черен офицер на бяло поле c6 · бял кон на черно поле d6 · черна пешка на черно поле a5 · бяла пешка на черно поле c5 · бяла пешка на черно поле e5 · черна пешка на черно поле g5 · черна пешка на бяло поле e4 · черна пешка на бяло поле d3 · бяла пешка на черно поле g3 · бяла пешка на бяло поле a2 · бяла пешка на черно поле f2 · бяла пешка на черно поле h2 · бял цар на черно поле e1 | черен топ на черно поле d8 · черен цар на черно поле f8 · черна пешка на черно поле g7 · бял топ на черно поле b6 · черен офицер на бяло поле c6 · бял кон на черно поле d6 · черна пешка на черно поле a5 · бяла пешка на черно поле c5 · бяла пешка на черно поле e5 · черна пешка на черно поле g5 · черна пешка на бяло поле e4 · черна пешка на бяло поле d3 · бяла пешка на черно поле g3 · бяла пешка на бяло поле a2 · бяла пешка на черно поле f2 · бяла пешка на черно поле h2 · бял цар на черно поле e1 | черен топ на черно поле d8 · черен цар на черно поле f8 · черна пешка на черно поле g7 · бял топ на черно поле b6 · черен офицер на бяло поле c6 · бял кон на черно поле d6 · черна пешка на черно поле a5 · бяла пешка на черно поле c5 · бяла пешка на черно поле e5 · черна пешка на черно поле g5 · черна пешка на бяло поле e4 · черна пешка на бяло поле d3 · бяла пешка на черно поле g3 · бяла пешка на бяло поле a2 · бяла пешка на черно поле f2 · бяла пешка на черно поле h2 · бял цар на черно поле e1 | черен топ на черно поле d8 · черен цар на черно поле f8 · черна пешка на черно поле g7 · бял топ на черно поле b6 · черен офицер на бяло поле c6 · бял кон на черно поле d6 · черна пешка на черно поле a5 · бяла пешка на черно поле c5 · бяла пешка на черно поле e5 · черна пешка на черно поле g5 · черна пешка на бяло поле e4 · черна пешка на бяло поле d3 · бяла пешка на черно поле g3 · бяла пешка на бяло поле a2 · бяла пешка на черно поле f2 · бяла пешка на черно поле h2 · бял цар на черно поле e1 | черен топ на черно поле d8 · черен цар на черно поле f8 · черна пешка на черно поле g7 · бял топ на черно поле b6 · черен офицер на бяло поле c6 · бял кон на черно поле d6 · черна пешка на черно поле a5 · бяла пешка на черно поле c5 · бяла пешка на черно поле e5 · черна пешка на черно поле g5 · черна пешка на бяло поле e4 · черна пешка на бяло поле d3 · бяла пешка на черно поле g3 · бяла пешка на бяло поле a2 · бяла пешка на черно поле f2 · бяла пешка на черно поле h2 · бял цар на черно поле e1 | 4 |
| 3 | черен топ на черно поле d8 · черен цар на черно поле f8 · черна пешка на черно поле g7 · бял топ на черно поле b6 · черен офицер на бяло поле c6 · бял кон на черно поле d6 · черна пешка на черно поле a5 · бяла пешка на черно поле c5 · бяла пешка на черно поле e5 · черна пешка на черно поле g5 · черна пешка на бяло поле e4 · черна пешка на бяло поле d3 · бяла пешка на черно поле g3 · бяла пешка на бяло поле a2 · бяла пешка на черно поле f2 · бяла пешка на черно поле h2 · бял цар на черно поле e1 | черен топ на черно поле d8 · черен цар на черно поле f8 · черна пешка на черно поле g7 · бял топ на черно поле b6 · черен офицер на бяло поле c6 · бял кон на черно поле d6 · черна пешка на черно поле a5 · бяла пешка на черно поле c5 · бяла пешка на черно поле e5 · черна пешка на черно поле g5 · черна пешка на бяло поле e4 · черна пешка на бяло поле d3 · бяла пешка на черно поле g3 · бяла пешка на бяло поле a2 · бяла пешка на черно поле f2 · бяла пешка на черно поле h2 · бял цар на черно поле e1 | черен топ на черно поле d8 · черен цар на черно поле f8 · черна пешка на черно поле g7 · бял топ на черно поле b6 · черен офицер на бяло поле c6 · бял кон на черно поле d6 · черна пешка на черно поле a5 · бяла пешка на черно поле c5 · бяла пешка на черно поле e5 · черна пешка на черно поле g5 · черна пешка на бяло поле e4 · черна пешка на бяло поле d3 · бяла пешка на черно поле g3 · бяла пешка на бяло поле a2 · бяла пешка на черно поле f2 · бяла пешка на черно поле h2 · бял цар на черно поле e1 | черен топ на черно поле d8 · черен цар на черно поле f8 · черна пешка на черно поле g7 · бял топ на черно поле b6 · черен офицер на бяло поле c6 · бял кон на черно поле d6 · черна пешка на черно поле a5 · бяла пешка на черно поле c5 · бяла пешка на черно поле e5 · черна пешка на черно поле g5 · черна пешка на бяло поле e4 · черна пешка на бяло поле d3 · бяла пешка на черно поле g3 · бяла пешка на бяло поле a2 · бяла пешка на черно поле f2 · бяла пешка на черно поле h2 · бял цар на черно поле e1 | черен топ на черно поле d8 · черен цар на черно поле f8 · черна пешка на черно поле g7 · бял топ на черно поле b6 · черен офицер на бяло поле c6 · бял кон на черно поле d6 · черна пешка на черно поле a5 · бяла пешка на черно поле c5 · бяла пешка на черно поле e5 · черна пешка на черно поле g5 · черна пешка на бяло поле e4 · черна пешка на бяло поле d3 · бяла пешка на черно поле g3 · бяла пешка на бяло поле a2 · бяла пешка на черно поле f2 · бяла пешка на черно поле h2 · бял цар на черно поле e1 | черен топ на черно поле d8 · черен цар на черно поле f8 · черна пешка на черно поле g7 · бял топ на черно поле b6 · черен офицер на бяло поле c6 · бял кон на черно поле d6 · черна пешка на черно поле a5 · бяла пешка на черно поле c5 · бяла пешка на черно поле e5 · черна пешка на черно поле g5 · черна пешка на бяло поле e4 · черна пешка на бяло поле d3 · бяла пешка на черно поле g3 · бяла пешка на бяло поле a2 · бяла пешка на черно поле f2 · бяла пешка на черно поле h2 · бял цар на черно поле e1 | черен топ на черно поле d8 · черен цар на черно поле f8 · черна пешка на черно поле g7 · бял топ на черно поле b6 · черен офицер на бяло поле c6 · бял кон на черно поле d6 · черна пешка на черно поле a5 · бяла пешка на черно поле c5 · бяла пешка на черно поле e5 · черна пешка на черно поле g5 · черна пешка на бяло поле e4 · черна пешка на бяло поле d3 · бяла пешка на черно поле g3 · бяла пешка на бяло поле a2 · бяла пешка на черно поле f2 · бяла пешка на черно поле h2 · бял цар на черно поле e1 | черен топ на черно поле d8 · черен цар на черно поле f8 · черна пешка на черно поле g7 · бял топ на черно поле b6 · черен офицер на бяло поле c6 · бял кон на черно поле d6 · черна пешка на черно поле a5 · бяла пешка на черно поле c5 · бяла пешка на черно поле e5 · черна пешка на черно поле g5 · черна пешка на бяло поле e4 · черна пешка на бяло поле d3 · бяла пешка на черно поле g3 · бяла пешка на бяло поле a2 · бяла пешка на черно поле f2 · бяла пешка на черно поле h2 · бял цар на черно поле e1 | 3 |
| 2 | черен топ на черно поле d8 · черен цар на черно поле f8 · черна пешка на черно поле g7 · бял топ на черно поле b6 · черен офицер на бяло поле c6 · бял кон на черно поле d6 · черна пешка на черно поле a5 · бяла пешка на черно поле c5 · бяла пешка на черно поле e5 · черна пешка на черно поле g5 · черна пешка на бяло поле e4 · черна пешка на бяло поле d3 · бяла пешка на черно поле g3 · бяла пешка на бяло поле a2 · бяла пешка на черно поле f2 · бяла пешка на черно поле h2 · бял цар на черно поле e1 | черен топ на черно поле d8 · черен цар на черно поле f8 · черна пешка на черно поле g7 · бял топ на черно поле b6 · черен офицер на бяло поле c6 · бял кон на черно поле d6 · черна пешка на черно поле a5 · бяла пешка на черно поле c5 · бяла пешка на черно поле e5 · черна пешка на черно поле g5 · черна пешка на бяло поле e4 · черна пешка на бяло поле d3 · бяла пешка на черно поле g3 · бяла пешка на бяло поле a2 · бяла пешка на черно поле f2 · бяла пешка на черно поле h2 · бял цар на черно поле e1 | черен топ на черно поле d8 · черен цар на черно поле f8 · черна пешка на черно поле g7 · бял топ на черно поле b6 · черен офицер на бяло поле c6 · бял кон на черно поле d6 · черна пешка на черно поле a5 · бяла пешка на черно поле c5 · бяла пешка на черно поле e5 · черна пешка на черно поле g5 · черна пешка на бяло поле e4 · черна пешка на бяло поле d3 · бяла пешка на черно поле g3 · бяла пешка на бяло поле a2 · бяла пешка на черно поле f2 · бяла пешка на черно поле h2 · бял цар на черно поле e1 | черен топ на черно поле d8 · черен цар на черно поле f8 · черна пешка на черно поле g7 · бял топ на черно поле b6 · черен офицер на бяло поле c6 · бял кон на черно поле d6 · черна пешка на черно поле a5 · бяла пешка на черно поле c5 · бяла пешка на черно поле e5 · черна пешка на черно поле g5 · черна пешка на бяло поле e4 · черна пешка на бяло поле d3 · бяла пешка на черно поле g3 · бяла пешка на бяло поле a2 · бяла пешка на черно поле f2 · бяла пешка на черно поле h2 · бял цар на черно поле e1 | черен топ на черно поле d8 · черен цар на черно поле f8 · черна пешка на черно поле g7 · бял топ на черно поле b6 · черен офицер на бяло поле c6 · бял кон на черно поле d6 · черна пешка на черно поле a5 · бяла пешка на черно поле c5 · бяла пешка на черно поле e5 · черна пешка на черно поле g5 · черна пешка на бяло поле e4 · черна пешка на бяло поле d3 · бяла пешка на черно поле g3 · бяла пешка на бяло поле a2 · бяла пешка на черно поле f2 · бяла пешка на черно поле h2 · бял цар на черно поле e1 | черен топ на черно поле d8 · черен цар на черно поле f8 · черна пешка на черно поле g7 · бял топ на черно поле b6 · черен офицер на бяло поле c6 · бял кон на черно поле d6 · черна пешка на черно поле a5 · бяла пешка на черно поле c5 · бяла пешка на черно поле e5 · черна пешка на черно поле g5 · черна пешка на бяло поле e4 · черна пешка на бяло поле d3 · бяла пешка на черно поле g3 · бяла пешка на бяло поле a2 · бяла пешка на черно поле f2 · бяла пешка на черно поле h2 · бял цар на черно поле e1 | черен топ на черно поле d8 · черен цар на черно поле f8 · черна пешка на черно поле g7 · бял топ на черно поле b6 · черен офицер на бяло поле c6 · бял кон на черно поле d6 · черна пешка на черно поле a5 · бяла пешка на черно поле c5 · бяла пешка на черно поле e5 · черна пешка на черно поле g5 · черна пешка на бяло поле e4 · черна пешка на бяло поле d3 · бяла пешка на черно поле g3 · бяла пешка на бяло поле a2 · бяла пешка на черно поле f2 · бяла пешка на черно поле h2 · бял цар на черно поле e1 | черен топ на черно поле d8 · черен цар на черно поле f8 · черна пешка на черно поле g7 · бял топ на черно поле b6 · черен офицер на бяло поле c6 · бял кон на черно поле d6 · черна пешка на черно поле a5 · бяла пешка на черно поле c5 · бяла пешка на черно поле e5 · черна пешка на черно поле g5 · черна пешка на бяло поле e4 · черна пешка на бяло поле d3 · бяла пешка на черно поле g3 · бяла пешка на бяло поле a2 · бяла пешка на черно поле f2 · бяла пешка на черно поле h2 · бял цар на черно поле e1 | 2 |
| 1 | черен топ на черно поле d8 · черен цар на черно поле f8 · черна пешка на черно поле g7 · бял топ на черно поле b6 · черен офицер на бяло поле c6 · бял кон на черно поле d6 · черна пешка на черно поле a5 · бяла пешка на черно поле c5 · бяла пешка на черно поле e5 · черна пешка на черно поле g5 · черна пешка на бяло поле e4 · черна пешка на бяло поле d3 · бяла пешка на черно поле g3 · бяла пешка на бяло поле a2 · бяла пешка на черно поле f2 · бяла пешка на черно поле h2 · бял цар на черно поле e1 | черен топ на черно поле d8 · черен цар на черно поле f8 · черна пешка на черно поле g7 · бял топ на черно поле b6 · черен офицер на бяло поле c6 · бял кон на черно поле d6 · черна пешка на черно поле a5 · бяла пешка на черно поле c5 · бяла пешка на черно поле e5 · черна пешка на черно поле g5 · черна пешка на бяло поле e4 · черна пешка на бяло поле d3 · бяла пешка на черно поле g3 · бяла пешка на бяло поле a2 · бяла пешка на черно поле f2 · бяла пешка на черно поле h2 · бял цар на черно поле e1 | черен топ на черно поле d8 · черен цар на черно поле f8 · черна пешка на черно поле g7 · бял топ на черно поле b6 · черен офицер на бяло поле c6 · бял кон на черно поле d6 · черна пешка на черно поле a5 · бяла пешка на черно поле c5 · бяла пешка на черно поле e5 · черна пешка на черно поле g5 · черна пешка на бяло поле e4 · черна пешка на бяло поле d3 · бяла пешка на черно поле g3 · бяла пешка на бяло поле a2 · бяла пешка на черно поле f2 · бяла пешка на черно поле h2 · бял цар на черно поле e1 | черен топ на черно поле d8 · черен цар на черно поле f8 · черна пешка на черно поле g7 · бял топ на черно поле b6 · черен офицер на бяло поле c6 · бял кон на черно поле d6 · черна пешка на черно поле a5 · бяла пешка на черно поле c5 · бяла пешка на черно поле e5 · черна пешка на черно поле g5 · черна пешка на бяло поле e4 · черна пешка на бяло поле d3 · бяла пешка на черно поле g3 · бяла пешка на бяло поле a2 · бяла пешка на черно поле f2 · бяла пешка на черно поле h2 · бял цар на черно поле e1 | черен топ на черно поле d8 · черен цар на черно поле f8 · черна пешка на черно поле g7 · бял топ на черно поле b6 · черен офицер на бяло поле c6 · бял кон на черно поле d6 · черна пешка на черно поле a5 · бяла пешка на черно поле c5 · бяла пешка на черно поле e5 · черна пешка на черно поле g5 · черна пешка на бяло поле e4 · черна пешка на бяло поле d3 · бяла пешка на черно поле g3 · бяла пешка на бяло поле a2 · бяла пешка на черно поле f2 · бяла пешка на черно поле h2 · бял цар на черно поле e1 | черен топ на черно поле d8 · черен цар на черно поле f8 · черна пешка на черно поле g7 · бял топ на черно поле b6 · черен офицер на бяло поле c6 · бял кон на черно поле d6 · черна пешка на черно поле a5 · бяла пешка на черно поле c5 · бяла пешка на черно поле e5 · черна пешка на черно поле g5 · черна пешка на бяло поле e4 · черна пешка на бяло поле d3 · бяла пешка на черно поле g3 · бяла пешка на бяло поле a2 · бяла пешка на черно поле f2 · бяла пешка на черно поле h2 · бял цар на черно поле e1 | черен топ на черно поле d8 · черен цар на черно поле f8 · черна пешка на черно поле g7 · бял топ на черно поле b6 · черен офицер на бяло поле c6 · бял кон на черно поле d6 · черна пешка на черно поле a5 · бяла пешка на черно поле c5 · бяла пешка на черно поле e5 · черна пешка на черно поле g5 · черна пешка на бяло поле e4 · черна пешка на бяло поле d3 · бяла пешка на черно поле g3 · бяла пешка на бяло поле a2 · бяла пешка на черно поле f2 · бяла пешка на черно поле h2 · бял цар на черно поле e1 | черен топ на черно поле d8 · черен цар на черно поле f8 · черна пешка на черно поле g7 · бял топ на черно поле b6 · черен офицер на бяло поле c6 · бял кон на черно поле d6 · черна пешка на черно поле a5 · бяла пешка на черно поле c5 · бяла пешка на черно поле e5 · черна пешка на черно поле g5 · черна пешка на бяло поле e4 · черна пешка на бяло поле d3 · бяла пешка на черно поле g3 · бяла пешка на бяло поле a2 · бяла пешка на черно поле f2 · бяла пешка на черно поле h2 · бял цар на черно поле e1 | 1 |
|   | a | b | c | d | e | f | g | h |   |

|   | a | b | c | d | e | f | g | h |   |
| 8 | черен цар на бяло поле g8 · черна пешка на черно поле a7 · черна пешка на бяло поле f7 · черна пешка на бяло поле h7 · черен офицер на бяло поле e6 · черна пешка на бяло поле g6 · черна пешка на черно поле e5 · черен офицер на черно поле g5 · бял офицер на черно поле b4 · черен топ на бяло поле c4 · бяла пешка на бяло поле g4 · бял цар на бяло поле b3 · бяла пешка на бяло поле h3 · бяла пешка на бяло поле c2 · бял топ на бяло поле h1 | черен цар на бяло поле g8 · черна пешка на черно поле a7 · черна пешка на бяло поле f7 · черна пешка на бяло поле h7 · черен офицер на бяло поле e6 · черна пешка на бяло поле g6 · черна пешка на черно поле e5 · черен офицер на черно поле g5 · бял офицер на черно поле b4 · черен топ на бяло поле c4 · бяла пешка на бяло поле g4 · бял цар на бяло поле b3 · бяла пешка на бяло поле h3 · бяла пешка на бяло поле c2 · бял топ на бяло поле h1 | черен цар на бяло поле g8 · черна пешка на черно поле a7 · черна пешка на бяло поле f7 · черна пешка на бяло поле h7 · черен офицер на бяло поле e6 · черна пешка на бяло поле g6 · черна пешка на черно поле e5 · черен офицер на черно поле g5 · бял офицер на черно поле b4 · черен топ на бяло поле c4 · бяла пешка на бяло поле g4 · бял цар на бяло поле b3 · бяла пешка на бяло поле h3 · бяла пешка на бяло поле c2 · бял топ на бяло поле h1 | черен цар на бяло поле g8 · черна пешка на черно поле a7 · черна пешка на бяло поле f7 · черна пешка на бяло поле h7 · черен офицер на бяло поле e6 · черна пешка на бяло поле g6 · черна пешка на черно поле e5 · черен офицер на черно поле g5 · бял офицер на черно поле b4 · черен топ на бяло поле c4 · бяла пешка на бяло поле g4 · бял цар на бяло поле b3 · бяла пешка на бяло поле h3 · бяла пешка на бяло поле c2 · бял топ на бяло поле h1 | черен цар на бяло поле g8 · черна пешка на черно поле a7 · черна пешка на бяло поле f7 · черна пешка на бяло поле h7 · черен офицер на бяло поле e6 · черна пешка на бяло поле g6 · черна пешка на черно поле e5 · черен офицер на черно поле g5 · бял офицер на черно поле b4 · черен топ на бяло поле c4 · бяла пешка на бяло поле g4 · бял цар на бяло поле b3 · бяла пешка на бяло поле h3 · бяла пешка на бяло поле c2 · бял топ на бяло поле h1 | черен цар на бяло поле g8 · черна пешка на черно поле a7 · черна пешка на бяло поле f7 · черна пешка на бяло поле h7 · черен офицер на бяло поле e6 · черна пешка на бяло поле g6 · черна пешка на черно поле e5 · черен офицер на черно поле g5 · бял офицер на черно поле b4 · черен топ на бяло поле c4 · бяла пешка на бяло поле g4 · бял цар на бяло поле b3 · бяла пешка на бяло поле h3 · бяла пешка на бяло поле c2 · бял топ на бяло поле h1 | черен цар на бяло поле g8 · черна пешка на черно поле a7 · черна пешка на бяло поле f7 · черна пешка на бяло поле h7 · черен офицер на бяло поле e6 · черна пешка на бяло поле g6 · черна пешка на черно поле e5 · черен офицер на черно поле g5 · бял офицер на черно поле b4 · черен топ на бяло поле c4 · бяла пешка на бяло поле g4 · бял цар на бяло поле b3 · бяла пешка на бяло поле h3 · бяла пешка на бяло поле c2 · бял топ на бяло поле h1 | черен цар на бяло поле g8 · черна пешка на черно поле a7 · черна пешка на бяло поле f7 · черна пешка на бяло поле h7 · черен офицер на бяло поле e6 · черна пешка на бяло поле g6 · черна пешка на черно поле e5 · черен офицер на черно поле g5 · бял офицер на черно поле b4 · черен топ на бяло поле c4 · бяла пешка на бяло поле g4 · бял цар на бяло поле b3 · бяла пешка на бяло поле h3 · бяла пешка на бяло поле c2 · бял топ на бяло поле h1 | 8 |
| 7 | черен цар на бяло поле g8 · черна пешка на черно поле a7 · черна пешка на бяло поле f7 · черна пешка на бяло поле h7 · черен офицер на бяло поле e6 · черна пешка на бяло поле g6 · черна пешка на черно поле e5 · черен офицер на черно поле g5 · бял офицер на черно поле b4 · черен топ на бяло поле c4 · бяла пешка на бяло поле g4 · бял цар на бяло поле b3 · бяла пешка на бяло поле h3 · бяла пешка на бяло поле c2 · бял топ на бяло поле h1 | черен цар на бяло поле g8 · черна пешка на черно поле a7 · черна пешка на бяло поле f7 · черна пешка на бяло поле h7 · черен офицер на бяло поле e6 · черна пешка на бяло поле g6 · черна пешка на черно поле e5 · черен офицер на черно поле g5 · бял офицер на черно поле b4 · черен топ на бяло поле c4 · бяла пешка на бяло поле g4 · бял цар на бяло поле b3 · бяла пешка на бяло поле h3 · бяла пешка на бяло поле c2 · бял топ на бяло поле h1 | черен цар на бяло поле g8 · черна пешка на черно поле a7 · черна пешка на бяло поле f7 · черна пешка на бяло поле h7 · черен офицер на бяло поле e6 · черна пешка на бяло поле g6 · черна пешка на черно поле e5 · черен офицер на черно поле g5 · бял офицер на черно поле b4 · черен топ на бяло поле c4 · бяла пешка на бяло поле g4 · бял цар на бяло поле b3 · бяла пешка на бяло поле h3 · бяла пешка на бяло поле c2 · бял топ на бяло поле h1 | черен цар на бяло поле g8 · черна пешка на черно поле a7 · черна пешка на бяло поле f7 · черна пешка на бяло поле h7 · черен офицер на бяло поле e6 · черна пешка на бяло поле g6 · черна пешка на черно поле e5 · черен офицер на черно поле g5 · бял офицер на черно поле b4 · черен топ на бяло поле c4 · бяла пешка на бяло поле g4 · бял цар на бяло поле b3 · бяла пешка на бяло поле h3 · бяла пешка на бяло поле c2 · бял топ на бяло поле h1 | черен цар на бяло поле g8 · черна пешка на черно поле a7 · черна пешка на бяло поле f7 · черна пешка на бяло поле h7 · черен офицер на бяло поле e6 · черна пешка на бяло поле g6 · черна пешка на черно поле e5 · черен офицер на черно поле g5 · бял офицер на черно поле b4 · черен топ на бяло поле c4 · бяла пешка на бяло поле g4 · бял цар на бяло поле b3 · бяла пешка на бяло поле h3 · бяла пешка на бяло поле c2 · бял топ на бяло поле h1 | черен цар на бяло поле g8 · черна пешка на черно поле a7 · черна пешка на бяло поле f7 · черна пешка на бяло поле h7 · черен офицер на бяло поле e6 · черна пешка на бяло поле g6 · черна пешка на черно поле e5 · черен офицер на черно поле g5 · бял офицер на черно поле b4 · черен топ на бяло поле c4 · бяла пешка на бяло поле g4 · бял цар на бяло поле b3 · бяла пешка на бяло поле h3 · бяла пешка на бяло поле c2 · бял топ на бяло поле h1 | черен цар на бяло поле g8 · черна пешка на черно поле a7 · черна пешка на бяло поле f7 · черна пешка на бяло поле h7 · черен офицер на бяло поле e6 · черна пешка на бяло поле g6 · черна пешка на черно поле e5 · черен офицер на черно поле g5 · бял офицер на черно поле b4 · черен топ на бяло поле c4 · бяла пешка на бяло поле g4 · бял цар на бяло поле b3 · бяла пешка на бяло поле h3 · бяла пешка на бяло поле c2 · бял топ на бяло поле h1 | черен цар на бяло поле g8 · черна пешка на черно поле a7 · черна пешка на бяло поле f7 · черна пешка на бяло поле h7 · черен офицер на бяло поле e6 · черна пешка на бяло поле g6 · черна пешка на черно поле e5 · черен офицер на черно поле g5 · бял офицер на черно поле b4 · черен топ на бяло поле c4 · бяла пешка на бяло поле g4 · бял цар на бяло поле b3 · бяла пешка на бяло поле h3 · бяла пешка на бяло поле c2 · бял топ на бяло поле h1 | 7 |
| 6 | черен цар на бяло поле g8 · черна пешка на черно поле a7 · черна пешка на бяло поле f7 · черна пешка на бяло поле h7 · черен офицер на бяло поле e6 · черна пешка на бяло поле g6 · черна пешка на черно поле e5 · черен офицер на черно поле g5 · бял офицер на черно поле b4 · черен топ на бяло поле c4 · бяла пешка на бяло поле g4 · бял цар на бяло поле b3 · бяла пешка на бяло поле h3 · бяла пешка на бяло поле c2 · бял топ на бяло поле h1 | черен цар на бяло поле g8 · черна пешка на черно поле a7 · черна пешка на бяло поле f7 · черна пешка на бяло поле h7 · черен офицер на бяло поле e6 · черна пешка на бяло поле g6 · черна пешка на черно поле e5 · черен офицер на черно поле g5 · бял офицер на черно поле b4 · черен топ на бяло поле c4 · бяла пешка на бяло поле g4 · бял цар на бяло поле b3 · бяла пешка на бяло поле h3 · бяла пешка на бяло поле c2 · бял топ на бяло поле h1 | черен цар на бяло поле g8 · черна пешка на черно поле a7 · черна пешка на бяло поле f7 · черна пешка на бяло поле h7 · черен офицер на бяло поле e6 · черна пешка на бяло поле g6 · черна пешка на черно поле e5 · черен офицер на черно поле g5 · бял офицер на черно поле b4 · черен топ на бяло поле c4 · бяла пешка на бяло поле g4 · бял цар на бяло поле b3 · бяла пешка на бяло поле h3 · бяла пешка на бяло поле c2 · бял топ на бяло поле h1 | черен цар на бяло поле g8 · черна пешка на черно поле a7 · черна пешка на бяло поле f7 · черна пешка на бяло поле h7 · черен офицер на бяло поле e6 · черна пешка на бяло поле g6 · черна пешка на черно поле e5 · черен офицер на черно поле g5 · бял офицер на черно поле b4 · черен топ на бяло поле c4 · бяла пешка на бяло поле g4 · бял цар на бяло поле b3 · бяла пешка на бяло поле h3 · бяла пешка на бяло поле c2 · бял топ на бяло поле h1 | черен цар на бяло поле g8 · черна пешка на черно поле a7 · черна пешка на бяло поле f7 · черна пешка на бяло поле h7 · черен офицер на бяло поле e6 · черна пешка на бяло поле g6 · черна пешка на черно поле e5 · черен офицер на черно поле g5 · бял офицер на черно поле b4 · черен топ на бяло поле c4 · бяла пешка на бяло поле g4 · бял цар на бяло поле b3 · бяла пешка на бяло поле h3 · бяла пешка на бяло поле c2 · бял топ на бяло поле h1 | черен цар на бяло поле g8 · черна пешка на черно поле a7 · черна пешка на бяло поле f7 · черна пешка на бяло поле h7 · черен офицер на бяло поле e6 · черна пешка на бяло поле g6 · черна пешка на черно поле e5 · черен офицер на черно поле g5 · бял офицер на черно поле b4 · черен топ на бяло поле c4 · бяла пешка на бяло поле g4 · бял цар на бяло поле b3 · бяла пешка на бяло поле h3 · бяла пешка на бяло поле c2 · бял топ на бяло поле h1 | черен цар на бяло поле g8 · черна пешка на черно поле a7 · черна пешка на бяло поле f7 · черна пешка на бяло поле h7 · черен офицер на бяло поле e6 · черна пешка на бяло поле g6 · черна пешка на черно поле e5 · черен офицер на черно поле g5 · бял офицер на черно поле b4 · черен топ на бяло поле c4 · бяла пешка на бяло поле g4 · бял цар на бяло поле b3 · бяла пешка на бяло поле h3 · бяла пешка на бяло поле c2 · бял топ на бяло поле h1 | черен цар на бяло поле g8 · черна пешка на черно поле a7 · черна пешка на бяло поле f7 · черна пешка на бяло поле h7 · черен офицер на бяло поле e6 · черна пешка на бяло поле g6 · черна пешка на черно поле e5 · черен офицер на черно поле g5 · бял офицер на черно поле b4 · черен топ на бяло поле c4 · бяла пешка на бяло поле g4 · бял цар на бяло поле b3 · бяла пешка на бяло поле h3 · бяла пешка на бяло поле c2 · бял топ на бяло поле h1 | 6 |
| 5 | черен цар на бяло поле g8 · черна пешка на черно поле a7 · черна пешка на бяло поле f7 · черна пешка на бяло поле h7 · черен офицер на бяло поле e6 · черна пешка на бяло поле g6 · черна пешка на черно поле e5 · черен офицер на черно поле g5 · бял офицер на черно поле b4 · черен топ на бяло поле c4 · бяла пешка на бяло поле g4 · бял цар на бяло поле b3 · бяла пешка на бяло поле h3 · бяла пешка на бяло поле c2 · бял топ на бяло поле h1 | черен цар на бяло поле g8 · черна пешка на черно поле a7 · черна пешка на бяло поле f7 · черна пешка на бяло поле h7 · черен офицер на бяло поле e6 · черна пешка на бяло поле g6 · черна пешка на черно поле e5 · черен офицер на черно поле g5 · бял офицер на черно поле b4 · черен топ на бяло поле c4 · бяла пешка на бяло поле g4 · бял цар на бяло поле b3 · бяла пешка на бяло поле h3 · бяла пешка на бяло поле c2 · бял топ на бяло поле h1 | черен цар на бяло поле g8 · черна пешка на черно поле a7 · черна пешка на бяло поле f7 · черна пешка на бяло поле h7 · черен офицер на бяло поле e6 · черна пешка на бяло поле g6 · черна пешка на черно поле e5 · черен офицер на черно поле g5 · бял офицер на черно поле b4 · черен топ на бяло поле c4 · бяла пешка на бяло поле g4 · бял цар на бяло поле b3 · бяла пешка на бяло поле h3 · бяла пешка на бяло поле c2 · бял топ на бяло поле h1 | черен цар на бяло поле g8 · черна пешка на черно поле a7 · черна пешка на бяло поле f7 · черна пешка на бяло поле h7 · черен офицер на бяло поле e6 · черна пешка на бяло поле g6 · черна пешка на черно поле e5 · черен офицер на черно поле g5 · бял офицер на черно поле b4 · черен топ на бяло поле c4 · бяла пешка на бяло поле g4 · бял цар на бяло поле b3 · бяла пешка на бяло поле h3 · бяла пешка на бяло поле c2 · бял топ на бяло поле h1 | черен цар на бяло поле g8 · черна пешка на черно поле a7 · черна пешка на бяло поле f7 · черна пешка на бяло поле h7 · черен офицер на бяло поле e6 · черна пешка на бяло поле g6 · черна пешка на черно поле e5 · черен офицер на черно поле g5 · бял офицер на черно поле b4 · черен топ на бяло поле c4 · бяла пешка на бяло поле g4 · бял цар на бяло поле b3 · бяла пешка на бяло поле h3 · бяла пешка на бяло поле c2 · бял топ на бяло поле h1 | черен цар на бяло поле g8 · черна пешка на черно поле a7 · черна пешка на бяло поле f7 · черна пешка на бяло поле h7 · черен офицер на бяло поле e6 · черна пешка на бяло поле g6 · черна пешка на черно поле e5 · черен офицер на черно поле g5 · бял офицер на черно поле b4 · черен топ на бяло поле c4 · бяла пешка на бяло поле g4 · бял цар на бяло поле b3 · бяла пешка на бяло поле h3 · бяла пешка на бяло поле c2 · бял топ на бяло поле h1 | черен цар на бяло поле g8 · черна пешка на черно поле a7 · черна пешка на бяло поле f7 · черна пешка на бяло поле h7 · черен офицер на бяло поле e6 · черна пешка на бяло поле g6 · черна пешка на черно поле e5 · черен офицер на черно поле g5 · бял офицер на черно поле b4 · черен топ на бяло поле c4 · бяла пешка на бяло поле g4 · бял цар на бяло поле b3 · бяла пешка на бяло поле h3 · бяла пешка на бяло поле c2 · бял топ на бяло поле h1 | черен цар на бяло поле g8 · черна пешка на черно поле a7 · черна пешка на бяло поле f7 · черна пешка на бяло поле h7 · черен офицер на бяло поле e6 · черна пешка на бяло поле g6 · черна пешка на черно поле e5 · черен офицер на черно поле g5 · бял офицер на черно поле b4 · черен топ на бяло поле c4 · бяла пешка на бяло поле g4 · бял цар на бяло поле b3 · бяла пешка на бяло поле h3 · бяла пешка на бяло поле c2 · бял топ на бяло поле h1 | 5 |
| 4 | черен цар на бяло поле g8 · черна пешка на черно поле a7 · черна пешка на бяло поле f7 · черна пешка на бяло поле h7 · черен офицер на бяло поле e6 · черна пешка на бяло поле g6 · черна пешка на черно поле e5 · черен офицер на черно поле g5 · бял офицер на черно поле b4 · черен топ на бяло поле c4 · бяла пешка на бяло поле g4 · бял цар на бяло поле b3 · бяла пешка на бяло поле h3 · бяла пешка на бяло поле c2 · бял топ на бяло поле h1 | черен цар на бяло поле g8 · черна пешка на черно поле a7 · черна пешка на бяло поле f7 · черна пешка на бяло поле h7 · черен офицер на бяло поле e6 · черна пешка на бяло поле g6 · черна пешка на черно поле e5 · черен офицер на черно поле g5 · бял офицер на черно поле b4 · черен топ на бяло поле c4 · бяла пешка на бяло поле g4 · бял цар на бяло поле b3 · бяла пешка на бяло поле h3 · бяла пешка на бяло поле c2 · бял топ на бяло поле h1 | черен цар на бяло поле g8 · черна пешка на черно поле a7 · черна пешка на бяло поле f7 · черна пешка на бяло поле h7 · черен офицер на бяло поле e6 · черна пешка на бяло поле g6 · черна пешка на черно поле e5 · черен офицер на черно поле g5 · бял офицер на черно поле b4 · черен топ на бяло поле c4 · бяла пешка на бяло поле g4 · бял цар на бяло поле b3 · бяла пешка на бяло поле h3 · бяла пешка на бяло поле c2 · бял топ на бяло поле h1 | черен цар на бяло поле g8 · черна пешка на черно поле a7 · черна пешка на бяло поле f7 · черна пешка на бяло поле h7 · черен офицер на бяло поле e6 · черна пешка на бяло поле g6 · черна пешка на черно поле e5 · черен офицер на черно поле g5 · бял офицер на черно поле b4 · черен топ на бяло поле c4 · бяла пешка на бяло поле g4 · бял цар на бяло поле b3 · бяла пешка на бяло поле h3 · бяла пешка на бяло поле c2 · бял топ на бяло поле h1 | черен цар на бяло поле g8 · черна пешка на черно поле a7 · черна пешка на бяло поле f7 · черна пешка на бяло поле h7 · черен офицер на бяло поле e6 · черна пешка на бяло поле g6 · черна пешка на черно поле e5 · черен офицер на черно поле g5 · бял офицер на черно поле b4 · черен топ на бяло поле c4 · бяла пешка на бяло поле g4 · бял цар на бяло поле b3 · бяла пешка на бяло поле h3 · бяла пешка на бяло поле c2 · бял топ на бяло поле h1 | черен цар на бяло поле g8 · черна пешка на черно поле a7 · черна пешка на бяло поле f7 · черна пешка на бяло поле h7 · черен офицер на бяло поле e6 · черна пешка на бяло поле g6 · черна пешка на черно поле e5 · черен офицер на черно поле g5 · бял офицер на черно поле b4 · черен топ на бяло поле c4 · бяла пешка на бяло поле g4 · бял цар на бяло поле b3 · бяла пешка на бяло поле h3 · бяла пешка на бяло поле c2 · бял топ на бяло поле h1 | черен цар на бяло поле g8 · черна пешка на черно поле a7 · черна пешка на бяло поле f7 · черна пешка на бяло поле h7 · черен офицер на бяло поле e6 · черна пешка на бяло поле g6 · черна пешка на черно поле e5 · черен офицер на черно поле g5 · бял офицер на черно поле b4 · черен топ на бяло поле c4 · бяла пешка на бяло поле g4 · бял цар на бяло поле b3 · бяла пешка на бяло поле h3 · бяла пешка на бяло поле c2 · бял топ на бяло поле h1 | черен цар на бяло поле g8 · черна пешка на черно поле a7 · черна пешка на бяло поле f7 · черна пешка на бяло поле h7 · черен офицер на бяло поле e6 · черна пешка на бяло поле g6 · черна пешка на черно поле e5 · черен офицер на черно поле g5 · бял офицер на черно поле b4 · черен топ на бяло поле c4 · бяла пешка на бяло поле g4 · бял цар на бяло поле b3 · бяла пешка на бяло поле h3 · бяла пешка на бяло поле c2 · бял топ на бяло поле h1 | 4 |
| 3 | черен цар на бяло поле g8 · черна пешка на черно поле a7 · черна пешка на бяло поле f7 · черна пешка на бяло поле h7 · черен офицер на бяло поле e6 · черна пешка на бяло поле g6 · черна пешка на черно поле e5 · черен офицер на черно поле g5 · бял офицер на черно поле b4 · черен топ на бяло поле c4 · бяла пешка на бяло поле g4 · бял цар на бяло поле b3 · бяла пешка на бяло поле h3 · бяла пешка на бяло поле c2 · бял топ на бяло поле h1 | черен цар на бяло поле g8 · черна пешка на черно поле a7 · черна пешка на бяло поле f7 · черна пешка на бяло поле h7 · черен офицер на бяло поле e6 · черна пешка на бяло поле g6 · черна пешка на черно поле e5 · черен офицер на черно поле g5 · бял офицер на черно поле b4 · черен топ на бяло поле c4 · бяла пешка на бяло поле g4 · бял цар на бяло поле b3 · бяла пешка на бяло поле h3 · бяла пешка на бяло поле c2 · бял топ на бяло поле h1 | черен цар на бяло поле g8 · черна пешка на черно поле a7 · черна пешка на бяло поле f7 · черна пешка на бяло поле h7 · черен офицер на бяло поле e6 · черна пешка на бяло поле g6 · черна пешка на черно поле e5 · черен офицер на черно поле g5 · бял офицер на черно поле b4 · черен топ на бяло поле c4 · бяла пешка на бяло поле g4 · бял цар на бяло поле b3 · бяла пешка на бяло поле h3 · бяла пешка на бяло поле c2 · бял топ на бяло поле h1 | черен цар на бяло поле g8 · черна пешка на черно поле a7 · черна пешка на бяло поле f7 · черна пешка на бяло поле h7 · черен офицер на бяло поле e6 · черна пешка на бяло поле g6 · черна пешка на черно поле e5 · черен офицер на черно поле g5 · бял офицер на черно поле b4 · черен топ на бяло поле c4 · бяла пешка на бяло поле g4 · бял цар на бяло поле b3 · бяла пешка на бяло поле h3 · бяла пешка на бяло поле c2 · бял топ на бяло поле h1 | черен цар на бяло поле g8 · черна пешка на черно поле a7 · черна пешка на бяло поле f7 · черна пешка на бяло поле h7 · черен офицер на бяло поле e6 · черна пешка на бяло поле g6 · черна пешка на черно поле e5 · черен офицер на черно поле g5 · бял офицер на черно поле b4 · черен топ на бяло поле c4 · бяла пешка на бяло поле g4 · бял цар на бяло поле b3 · бяла пешка на бяло поле h3 · бяла пешка на бяло поле c2 · бял топ на бяло поле h1 | черен цар на бяло поле g8 · черна пешка на черно поле a7 · черна пешка на бяло поле f7 · черна пешка на бяло поле h7 · черен офицер на бяло поле e6 · черна пешка на бяло поле g6 · черна пешка на черно поле e5 · черен офицер на черно поле g5 · бял офицер на черно поле b4 · черен топ на бяло поле c4 · бяла пешка на бяло поле g4 · бял цар на бяло поле b3 · бяла пешка на бяло поле h3 · бяла пешка на бяло поле c2 · бял топ на бяло поле h1 | черен цар на бяло поле g8 · черна пешка на черно поле a7 · черна пешка на бяло поле f7 · черна пешка на бяло поле h7 · черен офицер на бяло поле e6 · черна пешка на бяло поле g6 · черна пешка на черно поле e5 · черен офицер на черно поле g5 · бял офицер на черно поле b4 · черен топ на бяло поле c4 · бяла пешка на бяло поле g4 · бял цар на бяло поле b3 · бяла пешка на бяло поле h3 · бяла пешка на бяло поле c2 · бял топ на бяло поле h1 | черен цар на бяло поле g8 · черна пешка на черно поле a7 · черна пешка на бяло поле f7 · черна пешка на бяло поле h7 · черен офицер на бяло поле e6 · черна пешка на бяло поле g6 · черна пешка на черно поле e5 · черен офицер на черно поле g5 · бял офицер на черно поле b4 · черен топ на бяло поле c4 · бяла пешка на бяло поле g4 · бял цар на бяло поле b3 · бяла пешка на бяло поле h3 · бяла пешка на бяло поле c2 · бял топ на бяло поле h1 | 3 |
| 2 | черен цар на бяло поле g8 · черна пешка на черно поле a7 · черна пешка на бяло поле f7 · черна пешка на бяло поле h7 · черен офицер на бяло поле e6 · черна пешка на бяло поле g6 · черна пешка на черно поле e5 · черен офицер на черно поле g5 · бял офицер на черно поле b4 · черен топ на бяло поле c4 · бяла пешка на бяло поле g4 · бял цар на бяло поле b3 · бяла пешка на бяло поле h3 · бяла пешка на бяло поле c2 · бял топ на бяло поле h1 | черен цар на бяло поле g8 · черна пешка на черно поле a7 · черна пешка на бяло поле f7 · черна пешка на бяло поле h7 · черен офицер на бяло поле e6 · черна пешка на бяло поле g6 · черна пешка на черно поле e5 · черен офицер на черно поле g5 · бял офицер на черно поле b4 · черен топ на бяло поле c4 · бяла пешка на бяло поле g4 · бял цар на бяло поле b3 · бяла пешка на бяло поле h3 · бяла пешка на бяло поле c2 · бял топ на бяло поле h1 | черен цар на бяло поле g8 · черна пешка на черно поле a7 · черна пешка на бяло поле f7 · черна пешка на бяло поле h7 · черен офицер на бяло поле e6 · черна пешка на бяло поле g6 · черна пешка на черно поле e5 · черен офицер на черно поле g5 · бял офицер на черно поле b4 · черен топ на бяло поле c4 · бяла пешка на бяло поле g4 · бял цар на бяло поле b3 · бяла пешка на бяло поле h3 · бяла пешка на бяло поле c2 · бял топ на бяло поле h1 | черен цар на бяло поле g8 · черна пешка на черно поле a7 · черна пешка на бяло поле f7 · черна пешка на бяло поле h7 · черен офицер на бяло поле e6 · черна пешка на бяло поле g6 · черна пешка на черно поле e5 · черен офицер на черно поле g5 · бял офицер на черно поле b4 · черен топ на бяло поле c4 · бяла пешка на бяло поле g4 · бял цар на бяло поле b3 · бяла пешка на бяло поле h3 · бяла пешка на бяло поле c2 · бял топ на бяло поле h1 | черен цар на бяло поле g8 · черна пешка на черно поле a7 · черна пешка на бяло поле f7 · черна пешка на бяло поле h7 · черен офицер на бяло поле e6 · черна пешка на бяло поле g6 · черна пешка на черно поле e5 · черен офицер на черно поле g5 · бял офицер на черно поле b4 · черен топ на бяло поле c4 · бяла пешка на бяло поле g4 · бял цар на бяло поле b3 · бяла пешка на бяло поле h3 · бяла пешка на бяло поле c2 · бял топ на бяло поле h1 | черен цар на бяло поле g8 · черна пешка на черно поле a7 · черна пешка на бяло поле f7 · черна пешка на бяло поле h7 · черен офицер на бяло поле e6 · черна пешка на бяло поле g6 · черна пешка на черно поле e5 · черен офицер на черно поле g5 · бял офицер на черно поле b4 · черен топ на бяло поле c4 · бяла пешка на бяло поле g4 · бял цар на бяло поле b3 · бяла пешка на бяло поле h3 · бяла пешка на бяло поле c2 · бял топ на бяло поле h1 | черен цар на бяло поле g8 · черна пешка на черно поле a7 · черна пешка на бяло поле f7 · черна пешка на бяло поле h7 · черен офицер на бяло поле e6 · черна пешка на бяло поле g6 · черна пешка на черно поле e5 · черен офицер на черно поле g5 · бял офицер на черно поле b4 · черен топ на бяло поле c4 · бяла пешка на бяло поле g4 · бял цар на бяло поле b3 · бяла пешка на бяло поле h3 · бяла пешка на бяло поле c2 · бял топ на бяло поле h1 | черен цар на бяло поле g8 · черна пешка на черно поле a7 · черна пешка на бяло поле f7 · черна пешка на бяло поле h7 · черен офицер на бяло поле e6 · черна пешка на бяло поле g6 · черна пешка на черно поле e5 · черен офицер на черно поле g5 · бял офицер на черно поле b4 · черен топ на бяло поле c4 · бяла пешка на бяло поле g4 · бял цар на бяло поле b3 · бяла пешка на бяло поле h3 · бяла пешка на бяло поле c2 · бял топ на бяло поле h1 | 2 |
| 1 | черен цар на бяло поле g8 · черна пешка на черно поле a7 · черна пешка на бяло поле f7 · черна пешка на бяло поле h7 · черен офицер на бяло поле e6 · черна пешка на бяло поле g6 · черна пешка на черно поле e5 · черен офицер на черно поле g5 · бял офицер на черно поле b4 · черен топ на бяло поле c4 · бяла пешка на бяло поле g4 · бял цар на бяло поле b3 · бяла пешка на бяло поле h3 · бяла пешка на бяло поле c2 · бял топ на бяло поле h1 | черен цар на бяло поле g8 · черна пешка на черно поле a7 · черна пешка на бяло поле f7 · черна пешка на бяло поле h7 · черен офицер на бяло поле e6 · черна пешка на бяло поле g6 · черна пешка на черно поле e5 · черен офицер на черно поле g5 · бял офицер на черно поле b4 · черен топ на бяло поле c4 · бяла пешка на бяло поле g4 · бял цар на бяло поле b3 · бяла пешка на бяло поле h3 · бяла пешка на бяло поле c2 · бял топ на бяло поле h1 | черен цар на бяло поле g8 · черна пешка на черно поле a7 · черна пешка на бяло поле f7 · черна пешка на бяло поле h7 · черен офицер на бяло поле e6 · черна пешка на бяло поле g6 · черна пешка на черно поле e5 · черен офицер на черно поле g5 · бял офицер на черно поле b4 · черен топ на бяло поле c4 · бяла пешка на бяло поле g4 · бял цар на бяло поле b3 · бяла пешка на бяло поле h3 · бяла пешка на бяло поле c2 · бял топ на бяло поле h1 | черен цар на бяло поле g8 · черна пешка на черно поле a7 · черна пешка на бяло поле f7 · черна пешка на бяло поле h7 · черен офицер на бяло поле e6 · черна пешка на бяло поле g6 · черна пешка на черно поле e5 · черен офицер на черно поле g5 · бял офицер на черно поле b4 · черен топ на бяло поле c4 · бяла пешка на бяло поле g4 · бял цар на бяло поле b3 · бяла пешка на бяло поле h3 · бяла пешка на бяло поле c2 · бял топ на бяло поле h1 | черен цар на бяло поле g8 · черна пешка на черно поле a7 · черна пешка на бяло поле f7 · черна пешка на бяло поле h7 · черен офицер на бяло поле e6 · черна пешка на бяло поле g6 · черна пешка на черно поле e5 · черен офицер на черно поле g5 · бял офицер на черно поле b4 · черен топ на бяло поле c4 · бяла пешка на бяло поле g4 · бял цар на бяло поле b3 · бяла пешка на бяло поле h3 · бяла пешка на бяло поле c2 · бял топ на бяло поле h1 | черен цар на бяло поле g8 · черна пешка на черно поле a7 · черна пешка на бяло поле f7 · черна пешка на бяло поле h7 · черен офицер на бяло поле e6 · черна пешка на бяло поле g6 · черна пешка на черно поле e5 · черен офицер на черно поле g5 · бял офицер на черно поле b4 · черен топ на бяло поле c4 · бяла пешка на бяло поле g4 · бял цар на бяло поле b3 · бяла пешка на бяло поле h3 · бяла пешка на бяло поле c2 · бял топ на бяло поле h1 | черен цар на бяло поле g8 · черна пешка на черно поле a7 · черна пешка на бяло поле f7 · черна пешка на бяло поле h7 · черен офицер на бяло поле e6 · черна пешка на бяло поле g6 · черна пешка на черно поле e5 · черен офицер на черно поле g5 · бял офицер на черно поле b4 · черен топ на бяло поле c4 · бяла пешка на бяло поле g4 · бял цар на бяло поле b3 · бяла пешка на бяло поле h3 · бяла пешка на бяло поле c2 · бял топ на бяло поле h1 | черен цар на бяло поле g8 · черна пешка на черно поле a7 · черна пешка на бяло поле f7 · черна пешка на бяло поле h7 · черен офицер на бяло поле e6 · черна пешка на бяло поле g6 · черна пешка на черно поле e5 · черен офицер на черно поле g5 · бял офицер на черно поле b4 · черен топ на бяло поле c4 · бяла пешка на бяло поле g4 · бял цар на бяло поле b3 · бяла пешка на бяло поле h3 · бяла пешка на бяло поле c2 · бял топ на бяло поле h1 | 1 |
|   | a | b | c | d | e | f | g | h |   |